# Hasmoneiska dynastin
Hasmoneiska dynastin styrde Judeen och kringliggande områden mellan år 140 f.Kr. och 37 f.Kr. Området blev självständigt efter de judiska mackabéernas revolt mot de hellenistiska seleukiderna, men förlorade sedan sin självständighet till romarriket. 
Romarna upprättade den herodianska dynastin i den romerska provinsen Iudaea, men förstörde senare det andra templet på grund av judarnas uppror och efter Bar Kokhba-revolten förstördes stora delar av Judeen och majoriteten av den judiska befolkningen levde efter dessa händelser i diasporan, medan det huvudsakliga centrumet för judiskt liv i regionen flyttades till Galileen. 